# Chiesa di Sant'Antonio (Ledro)
La chiesa di Sant'Antonio è la parrocchiale di Biacesa, frazione di Ledro, nella Valle di Ledro in Trentino. Fa parte della zona pastorale di Riva e Ledro e risale al XVI secolo.

## Storia

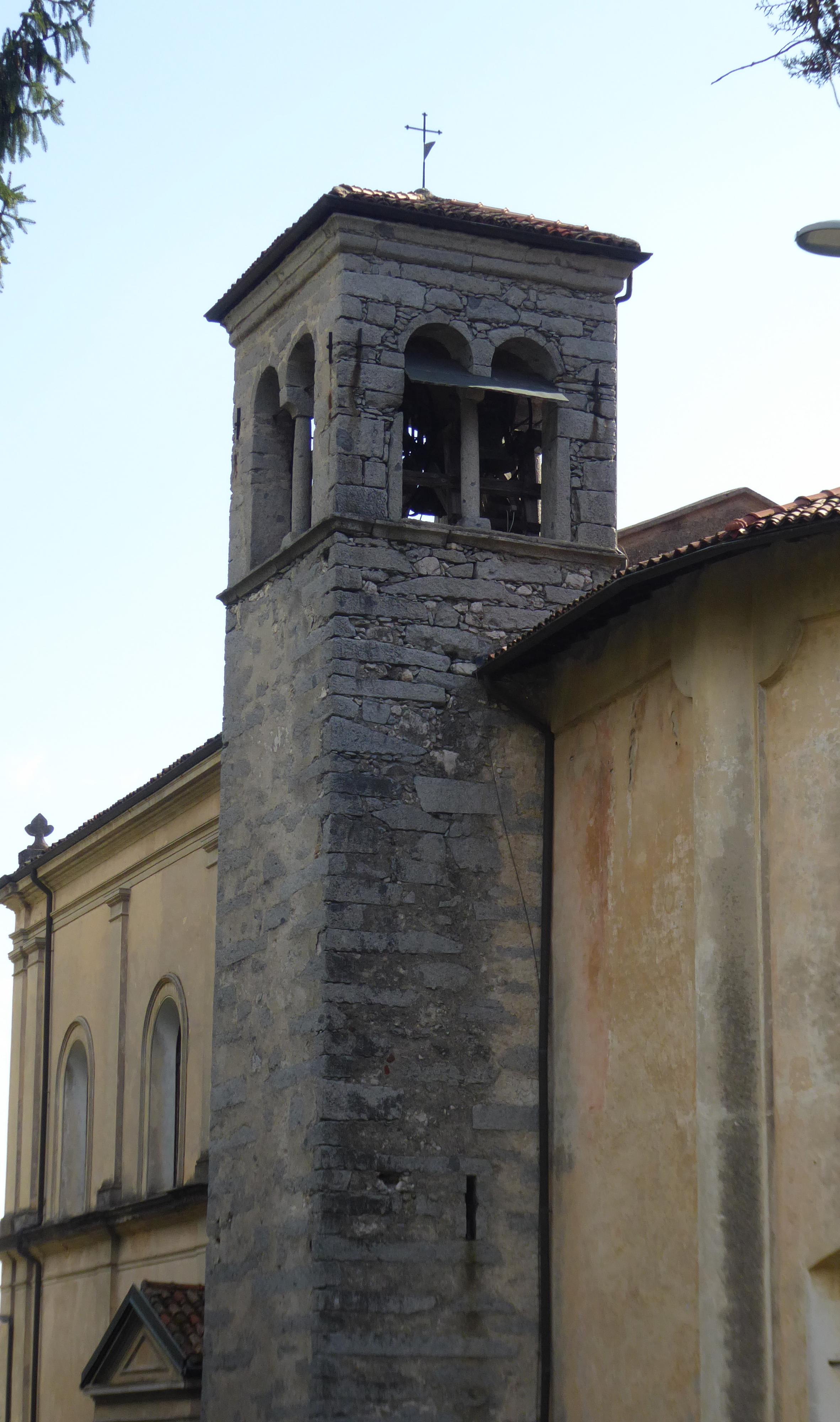
Il campanile

La chiesa risale al XV secolo. Venne consacrata una prima volta nel 1521 poi riedificata nuovamente nel 1585.
Alla fine del XVIII secolo vennero ampliati presbiterio e sacrestia, poi tra il 1907 e il 1912 fu ampliata la navata. I danni prodotti dal primo conflitto mondiale vennero riparati nel primo dopoguerra del XX secolo. Una nuova consacrazione si ebbe nel 1950, dopo un ulteriore restauro. Negli anni sessanta è stato realizzato l'adeguamento liturgico.

## Descrizione

### Esterni

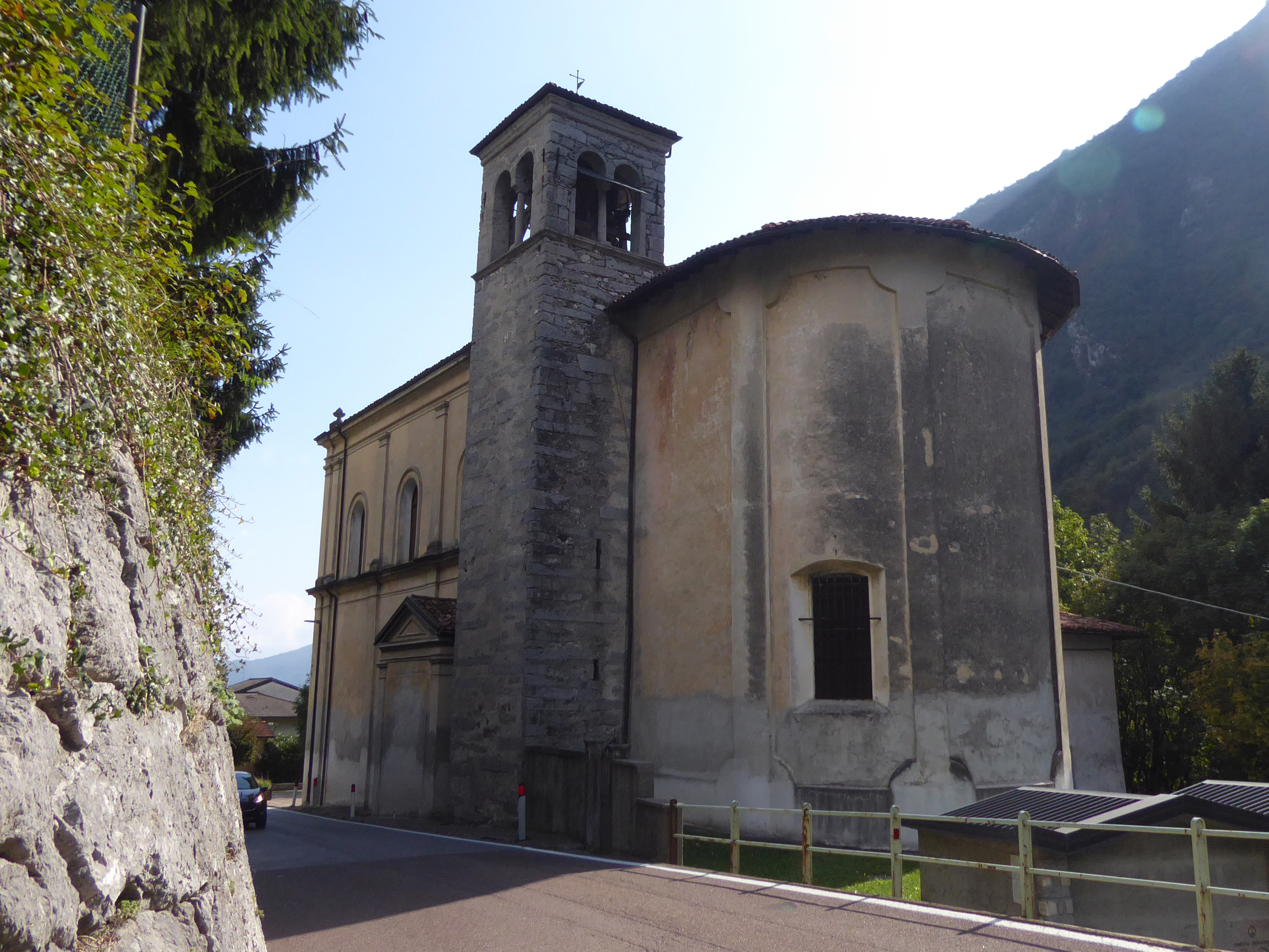
Parte laterale destra con torre campanaria e abside

L'edificio sacro ha orientamento tradizionale  verso est. La facciata in stile neoclassico è suddivisa in due ordini ed è sormontata da un frontone triangolare. La torre campanaria si trova nella parte posteriore affiancata a nord. Il portale di accesso ha battenti in legno scolpito opera del frate Silvio Bottes.

### Interni
La navata interna è unica e divisa in tre campate. Ospita due cappelle laterali una di fronte all'altra. La volta presbiteriale è arricchita da decorazioni a stucco e le pitture sono attribuite al piemontese Ernesto Stornino. Dietro l'altare maggiore è conservata la pala raffigurante Madonna con i santi Antonio e Battista, di Duilio Corompai. Molto interessante è il paliotto originale nell'altare laterale barocco di destra.